# Можаєв Павло Петрович
Павло Петрович Можаєв (6 липня 1930, місто Гатчина, тепер Ленінградської області, Російська Федерація — 1991, місто Санкт-Петербург) — радянський партійний діяч, 2-й секретар Ленінградського обласного комітету КПРС, дипломат, надзвичайний і повноважний посол СРСР у Демократичній Республіці Афганістан. Кандидат у члени ЦК КПРС у 1986—1990 роках. Депутат Верховної ради РРФСР 11-го скликання.

## Життєпис
У 1953 році закінчив Ленінградський технологічний інститут целюлозно-паперової промисловості.
У 1953—1959 роках — начальник зміни; начальник перетворювальної станції, підстанцій і експлуатації електронного обладнання заводу міста Ленінграда.
Член КПРС з 1958 року.
У 1959—1961 роках — секретар партійного бюро заводу міста Ленінграда.
У 1961—1962 роках — заступник голови виконавчого комітету Кіровської районної ради депутатів трудящих міста Ленінграда.
У 1962—1970 роках — 2-й секретар, 1-й секретар Кіровського районного комітету КПРС міста Ленінграда.
У 1970—1983 роках — завідувач відділу організаційно-партійної роботи Ленінградського обласного комітету КПРС.
У 1983 — 12 березня 1984 року — секретар Ленінградського обласного комітету КПРС.
12 березня 1984 — 20 травня 1986 року — 2-й секретар Ленінградського обласного комітету КПРС.
У 1986 році — співробітник апарату ЦК КПРС.
13 серпня 1986 — 15 березня 1988 року — надзвичайний і повноважний посол СРСР у Демократичній Республіці Афганістан.
У 1988—1991 роках — посол з особливих доручень Міністерства закордонних справ СРСР.
Помер 1991 року в Санкт-Петербурзі.

## Нагороди і звання
- орден Жовтневої Революції
- три ордени Трудового Червоного Прапора
- медалі
- Почесна грамота Президії Верховної Ради РРФСР (4.07.1980)
- надзвичайний і повноважний посол СРСР